# Distretto di Inder
Il distretto di Inder (in kazako: Индер ауданы) è un distretto (audan) del Kazakistan con  capoluogo Inderbor.